# Guerre messeniche
Le guerre messeniche furono tre guerre condotte da Sparta contro i Messeni nell'VIII, VII e V secolo a.C. (nelle notizie tramandate sulle prime due non è sempre facile discernere gli elementi storici da quelli leggendari). Sparta ebbe un problema di eccessiva parcellizzazione delle terre (N.B. il potere degli Spartani era legato alle terre possedute) e decisero di avviare una spedizione militare nel territorio della Messenia, avviando l'occupazione di quei territori e la riduzione a schiavi dei loro abitanti.
Tirteo, che fu testimone oculare della seconda guerra messenica, narra gli avvenimenti anche della prima ed è la nostra principale fonte sull'argomento.

## Prima guerra messenica
La prima guerra messenica, avvenuta nell'ultimo terzo dell'VIII secolo a.C., ebbe origine, a parte pretesti irrilevanti, dalla volontà di Sparta di impadronirsi delle fertili terre della Messenia. Solo nel ventesimo anno di guerra i Messeni, vinti dagli Spartani guidati dal loro re Teopompo, abbandonarono la loro roccaforte sull'Itome e rinunciarono alla resistenza (Tirteo, frg. 4 e 5). La sconfitta dei Messeni causò la loro completa riduzione a iloti, dunque schiavi, con la conseguente perdita delle loro terre.

## Seconda guerra messenica
La seconda guerra messenica, si svolse nel VII secolo a.C. e non ne conosciamo con certezza datazione e durata. Fu un tentativo di rivolta dei Messeni iniziato probabilmente nel 685 a.C. e terminato probabilmente attorno al 669 a.C. dopo la sconfitta inflitta a Sparta da Argo a Isie. Nonostante l'appoggio di alcune popolazioni peloponnesiache nemiche degli Spartani, i Messeni, guidati dal leggendario Aristomene, furono sconfitti alle "Grandi Tombe", in una battaglia ricordata da Tirteo. La guerra terminò con la caduta di Ira, che era divenuta l'ultima difesa dei ribelli. La condizione di schiavi divenne definitiva e la regione fu stretta in una morsa di ferro. I rivoltosi furono costretti all'esilio e vagarono a lungo soprattutto verso la Magna Grecia che contribuirono a colonizzare.
Anche le popolazioni alleate dei Messeni furono sconfitte, pur se in tempi diversi:
Ostica si dimostrò la resistenza degli Arcadi, la città di Tegea riuscì a resistere fino alla metà del VI secolo a.C. raggiungendo un accordo con Sparta che riguardava la cacciata dei Messeni rifugiati nella città e l'impegno di appoggio militare agli Spartani.
La simmachia peloponnesiaca ebbe la sua massima espressione nella figura del re di Argo, Fidone, che Erodoto vuole inventore delle unità di peso e misura dei popoli peloponnesiaci, testimonianza dell'importanza economica della città di Argo.
Alla fine la vittoria arrise ai Lacedemoni, anche se la potenza argiva fu sconfitta definitivamente solo alla vigilia delle guerre persiane nel 494 a.C.

## Terza guerra messenica
La terza guerra messenica (detta anche guerra del Terremoto, a causa del sisma che aveva colpito Sparta) fu combattuta dal 464 al 455 a.C. I ribelli furono nuovamente battuti dall'esercito spartano ed assediati ad Itome, che cadde dopo una lunga resistenza. Grazie all'appoggio di Atene (dove era stratego Pericle) i profughi di Itome vennero trasferiti a Naupatto (Lepanto), nella Locride.
Durante la terza guerra messenica Cimone, stratego ad Atene, decise di intervenire in favore degli Spartani, ma il timore che le truppe ateniesi potessero unirsi ai rivoltosi indusse gli Spartani a rispedire indietro le divisioni; per Cimone questo fu un duro colpo, che compromise la sua carriera politica e favorì l'ascesa di Pericle.